# 陈代富 (1952年)
陈代富（1952年—），男，汉族，湖南新化人，中华人民共和国企业家。
毕业于中南大学企业管理专业，是中共党员。担任湖南冷水江钢铁集团党委书记、董事长。
是第十一届、十二届全国人大代表。